# Word, Sound and Power
Word, Sound and Power war eine jamaikanische Roots-Reggae-Band rund um ihren Leadsänger Peter Tosh.

## Geschichte

### Entstehung
Nach Toshs Genesung von den Folgen eines Autounfalles 1974 unterzeichnet er einen Plattenvertrag bei Capitol Records und startet eine Solokarriere. Er arbeitet mit anderen Musikern zusammen und gründet schließlich gemeinsam mit dem Schlagzeuger Sly Dunbar und dem Bassisten Robbie Shakespeare die Band Word, Sound and Power.

### Frühere Arbeiten
Gemeinsam nahmen sie alte Lieder wie Downpressor Man neu auf. 1976 kommt es zur ersten Albumveröffentlichung: Legalize It, in dem sie die Legalisierung von Marihuana fordern. Während der Titel Legalize It, ein Plädoyer für straffreien Marihuana-Konsum, ihnen international in den Medien und bei Konzerten Schwierigkeiten machte, wurde ihre Platte Mark of the Beast wegen ihres vermeintlich revolutionären Inhalts aus den Radiosendungen Jamaikas verbannt.
Im Jahre 1977 erschien mit Equal Rights ein weiterer mit aufrührerischen Inhalten gespickter Roots-Reggae-Longplayer. Thematisiert wurden neben der Apartheidspolitik Südafrikas der Rassismus im Allgemeinen, dem sie den Appell an die afrikanische Einheit und das Aufbegehren gegen politische Missstände (Get Up, Stand Up) entgegensetzten.
Kurz nachdem das Album veröffentlicht worden war, trat Tosh am 22. April 1978 mit seiner Band Word, Sound and Power neben vielen anderen Reggae-Künstlern wie Bob Marley und seiner Band The Wailers, Dennis Brown und Big Youth bei dem One Love Peace Concert in Kingston auf. Dort klagte er 45 Minuten lang den jamaikanischen Premierminister Michael Manley und den Oppositionsführer Edward Seaga – in ihrer Gegenwart – für ihre Untätigkeit in Bezug auf Hilfe für die armen Bevölkerungsschichten an und rief gleichzeitig dazu auf, Marihuana zu legalisieren. Außerdem attackierte er das „Shitstem“, welches seiner Meinung nach dazu benutzt wurde, die Schwarzen in der ehemals englischen Kolonie Jamaika zu unterdrücken. Auf diese Aussagen hin verhaftete ihn die Polizei in den Monaten danach mehrfach wegen nichtiger Anlässe. In Haft wurde er von mehreren Polizisten krankenhausreif geschlagen. 

### 1979–1982
1979 verließen Sly Dunbar und Robbie Shakespeare die Band und schlossen sich der jamaikanischen Roots-Reggaeband Black Uhuru an.

#### Arbeit mit den Rolling Stones
Nachdem Mick Jagger Toshs Auftritt auf dem One Love Peace Concert gesehen hatte, unterzeichnete Tosh bei dem Label der Rolling Stones. Während dieser Zusammenarbeit veröffentlichte Tosh mit seiner Band drei Alben. Das erste, Bush Doctor, wurde im Jahre 1978 veröffentlicht. Auf diesem Album sang er unter anderem ein Duett mit Mick Jagger, (You Gotta Walk) Don’t Look Back. Danach spielte Word, Sound and Power auf der US-Tour der Rolling Stones bei dem Eröffnungskonzert, bevor sie die Arbeit an den Alben Mystic Man von 1979 und Wanted Dread and Alive von 1981 begannen. 

### Spätere Arbeiten
Im Jahre 1983 erschien das Album Mama Africa. Zu dieser Zeit war Peter Tosh in vielen Ländern bekannt. Anfang September 1987 veröffentlichte er das Album No Nuclear War und plante, auf das Album eine Tournee folgen zu lassen.

### Ende der Band
Die Band hatte bis zu Toshs Tod – er wurde 1987 in seinem Haus erschossen – festen Bestand, trennte sich jedoch danach.

## Diskografie

### Studioalben
- Legalize It (1976)
- Equal Rights (1977)
- Bush Doctor (1978)
- Mystic Man (1979)
- Wanted Dread and Alive (1981)
- Mama Africa (1983)
- No Nuclear War (1987)